# Maison au 7, Grand-Rue à Ribeauvillé
La maison au 7, Grand-Rue est un monument historique situé à Ribeauvillé, dans le département français du Haut-Rhin.

## Situation et accès
Ce bâtiment est situé au 7, Grand-Rue à Ribeauvillé.

## Historique
L'édifice fait l'objet d'une inscription au titre des monuments historiques depuis 1932.

## Architecture

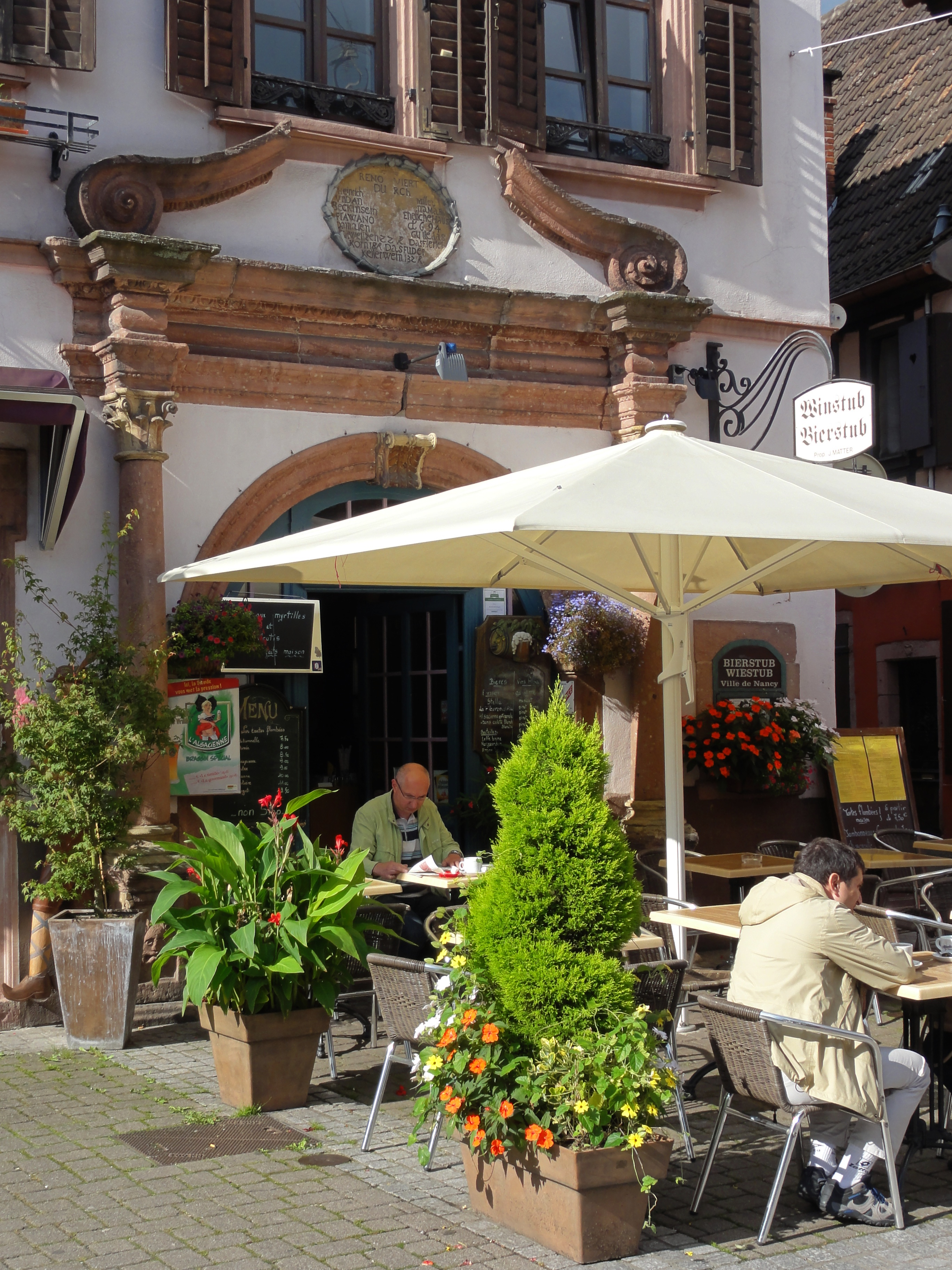
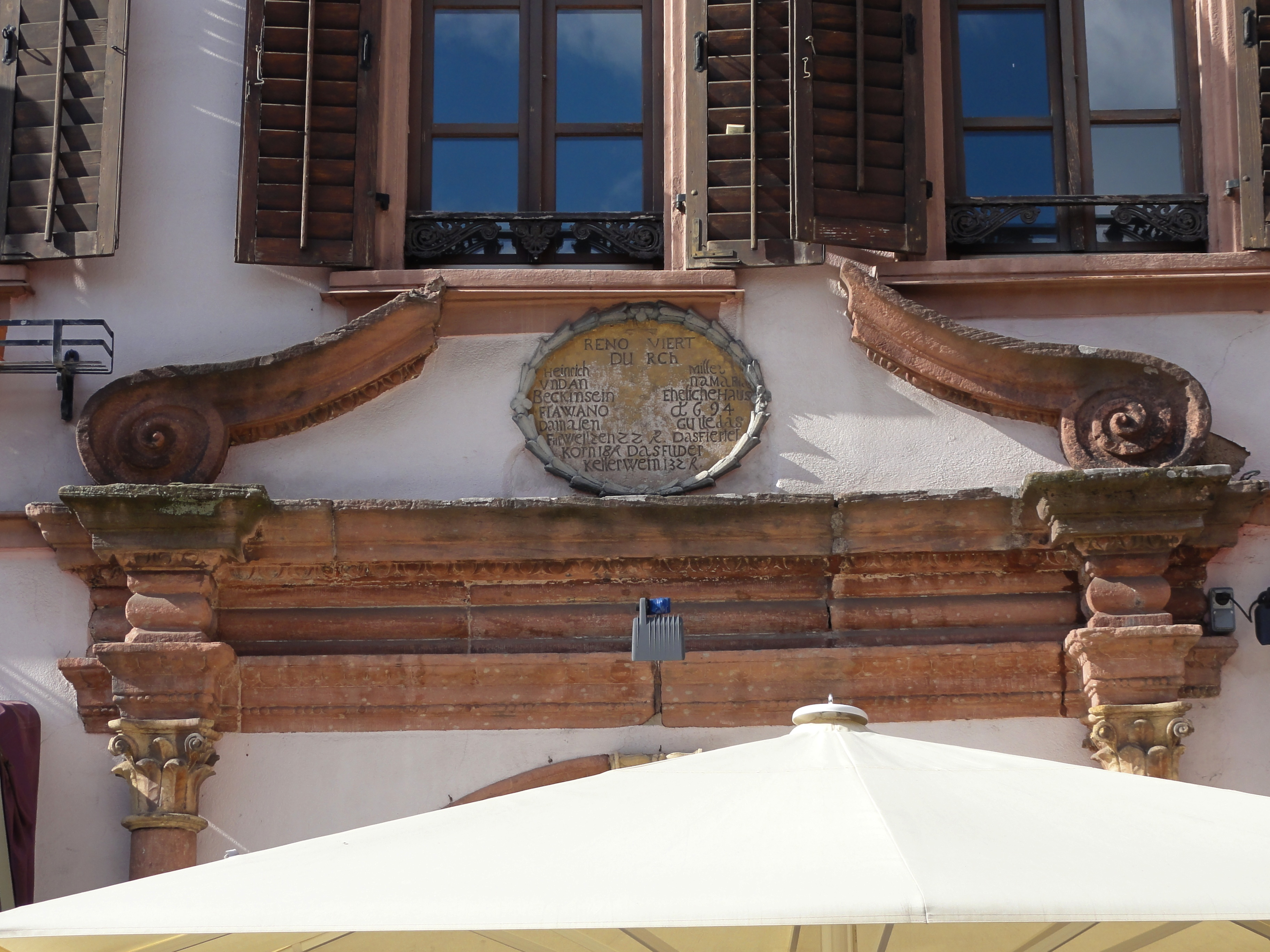
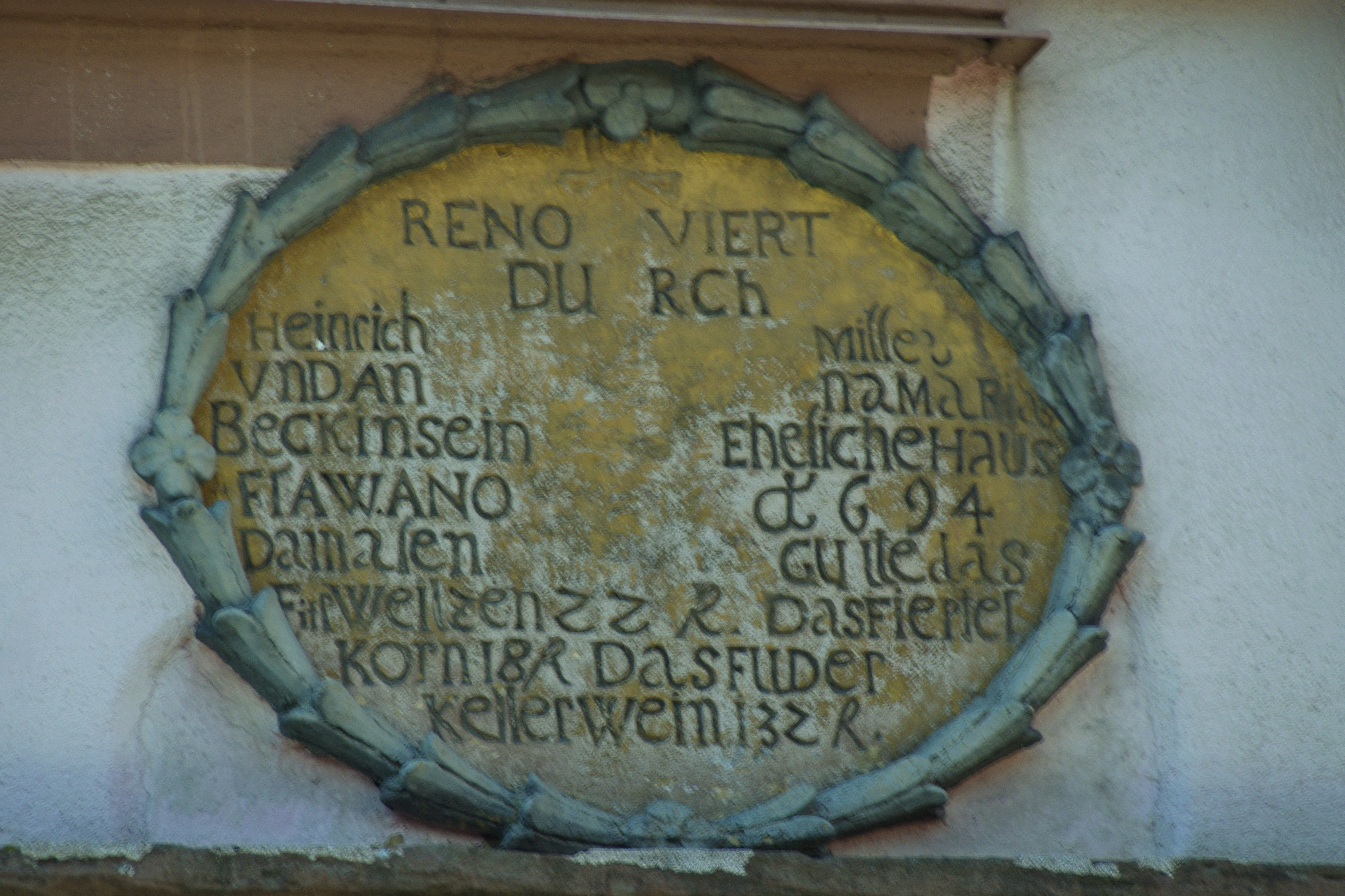